# State Tower

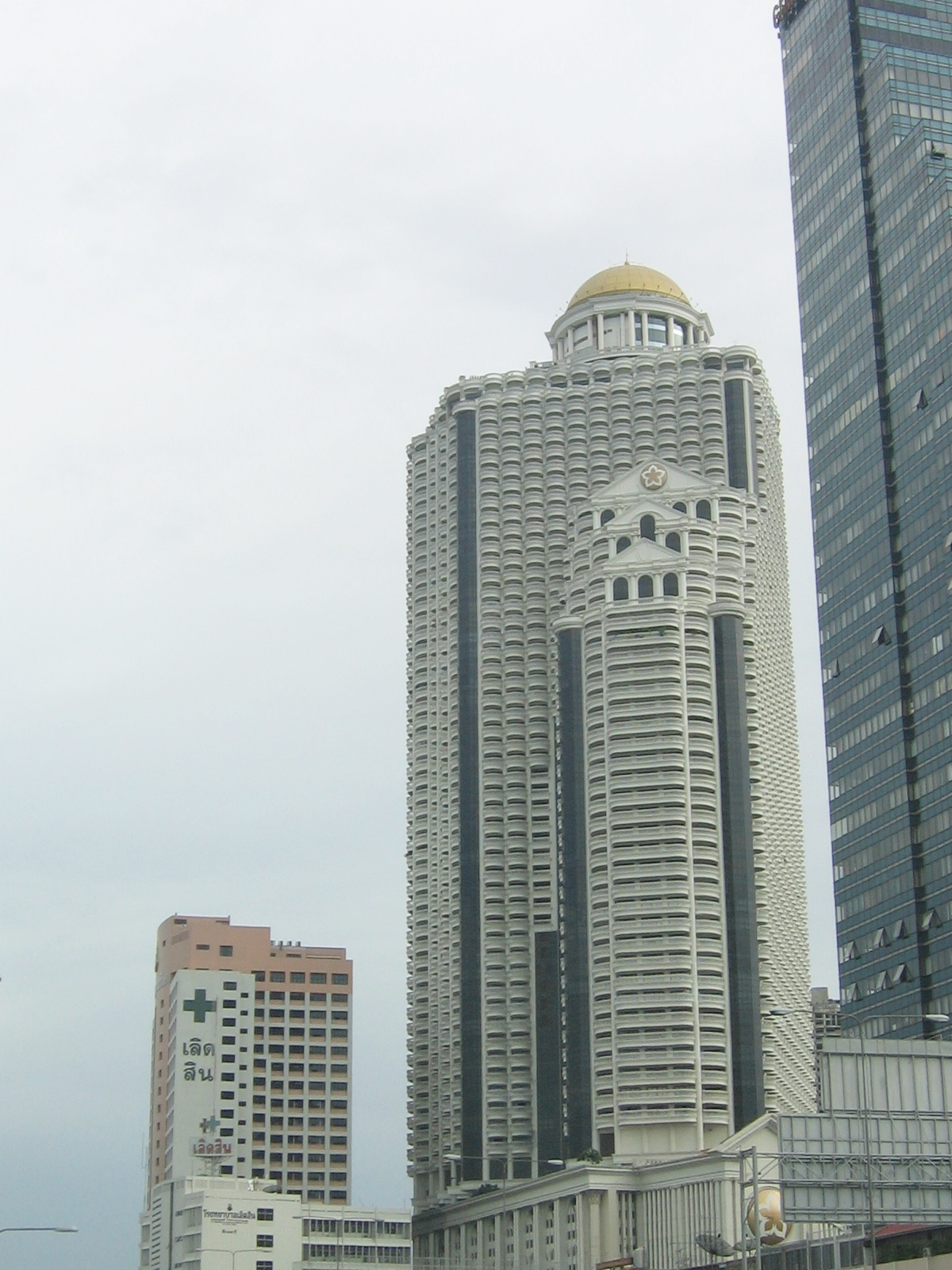
State Tower - Bangkok, Tailândia

State Tower é um dos arranha-céus mais altos do mundo, com 247 metros (811 ft). Edificado na cidade de Bangkok, Tailândia, foi concluído em 2001 com 68 andares.